# Serie C 1947-1948 (Lega Interregionale Nord)
La Lega Interregionale Nord fu l'ente F.I.G.C. delegato a gestire questo campionato di Serie C della stagione sportiva 1947-1948. La sua zona di competenza comprendeva le regioni dell'Italia settentrionale sopra il Po e aveva sede a Torino.
Alla competizione parteciparono 144 squadre suddivise in nove gironi da 16 società. Erano in palio nove posti per il nuovo torneo di Terza Serie che l'anno successivo avrebbe dovuto essere inaugurato dalla Lega Nazionale, cioè uno ciascuno per ogni capolista. Le ultime cinque classificate di ogni raggruppamento sarebbero state invece retrocesse nelle leghe regionali. Le società intermedie sarebbero invece rimaste affiliate alla Lega Interregionale Nord, il cui torneo avrebbe cambiato nome in campionato di Promozione. Il Caso Napoli scoppiato nell'estate 1948 comportò però esiti più bonari: le migliori due di ogni girone furono iscritte alla Serie C della Lega Nazionale insieme ad altre tre ripescate, mentre le retrocesse ordinarie nelle leghe regionali furono ridotte a tre unità per raggruppamento.

## Girone A

### Aggiornamenti
L'Imperia, la Monregalese e la Unione Sportiva Braidese sono stati riammessi in Serie C per allargamento quadri.

### Squadre partecipanti
| Club         | Città                 | Stagione precedente                                  |
| ------------ | --------------------- | ---------------------------------------------------- |
| Acqui        | Acqui Terme (AL)      | 5° in Serie C Lega Nord/B                            |
| Alassio      | Alassio (SV)          | 11° in Serie C Lega Nord/A                           |
| Albenga      | Albenga (SV)          | 12° in Serie C Lega Nord/A                           |
| Braidese     | Bra (CN)              | 14° in Serie C Lega Nord/B, retrocesso poi riammesso |
| Cairese      | Cairo Montenotte (SV) | 7° in Serie C Lega Nord/A                            |
| Canelli      | Canelli (AT)          | ?° in Prima Divisione Piemonte/H, promosso d'ufficio |
| Cuneo        | Cuneo                 | 4° in Serie C Lega Nord/B                            |
| Fossanese    | Fossano (CN)          | 2° in Serie C Lega Nord/B                            |
| Imperia      | Imperia               | 17° in Serie C Lega Nord/A, retrocesso poi riammesso |
| Monregalese  | Mondovì (CN)          | 13° in Serie C Lega Nord/B, retrocesso poi riammesso |
| Saluzzo      | Saluzzo (CN)          | 9° in Serie C Lega Nord/B                            |
| Sanremese    | Sanremo (IM)          | 1° in Serie C Lega Nord/B, 2º nel girone finale A    |
| Saviglianese | Savigliano (CN)       | 10° in Serie C Lega Nord/B                           |
| Savona       | Savona                | 21° in Serie B/A, retrocesso                         |
| Speranza     | Savona                | 3° in Serie C Lega Nord/A                            |
| Vado         | Vado Ligure (SV)      | 9° in Serie C Lega Nord/A                            |

### Classifica finale
|  | Pos. | Squadra      | Pt | G  | V  | N  | P  | GF | GS | DR  |
|  | ---- | ------------ | -- | -- | -- | -- | -- | -- | -- | --- |
|  | 1.   | Savona       | 52 | 30 | 24 | 4  | 2  | 68 | 15 | +53 |
|  | 2.   | Fossanese    | 43 | 30 | 17 | 9  | 4  | 70 | 32 | +38 |
|  | 3.   | Sanremese    | 42 | 30 | 16 | 10 | 4  | 60 | 29 | +31 |
|  | 4.   | Vado         | 39 | 30 | 17 | 5  | 8  | 52 | 37 | +15 |
|  | 5.   | Speranza     | 30 | 30 | 12 | 6  | 12 | 58 | 49 | +9  |
|  | 5.   | Imperia      | 30 | 30 | 12 | 6  | 12 | 38 | 47 | -9  |
|  | 7.   | Acqui        | 29 | 30 | 12 | 5  | 13 | 55 | 48 | +7  |
|  | 8.   | Canelli      | 28 | 30 | 11 | 6  | 13 | 45 | 51 | -6  |
|  | 9.   | Saviglianese | 27 | 30 | 12 | 3  | 15 | 44 | 41 | +3  |
|  | 9.   | Albenga      | 27 | 30 | 10 | 7  | 13 | 49 | 51 | -2  |
|  | 9.   | Cuneo        | 27 | 30 | 12 | 3  | 15 | 38 | 45 | -7  |
|  | 9.   | Cairese      | 27 | 30 | 10 | 7  | 13 | 54 | 65 | -11 |
|  | 13.  | Alassio      | 24 | 30 | 9  | 6  | 15 | 34 | 59 | -25 |
|  | 14.  | Braidese     | 23 | 30 | 10 | 3  | 17 | 46 | 63 | -17 |
|  | 15.  | Saluzzo      | 17 | 30 | 6  | 5  | 19 | 24 | 65 | -41 |
|  | 16.  | Monregalese  | 15 | 30 | 4  | 7  | 19 | 39 | 72 | -33 |

Legenda:
      Retrocesso in Promozione 1948-1949.
      Retrocesso in Prima Divisione 1948-1949.
Note:
Due punti a vittoria, uno a pareggio, zero a sconfitta.
Sanremese fu poi riammessa discrezionalmente in Serie C fra le otto elette del Caso Napoli.
Canelli non iscritta al campionato successivo.

## Girone B

### Aggiornamenti
Il Calcio Cilavegna, in difficoltà economiche ha preferito iscriversi in Prima Divisione lombarda; al suo posto è stato riammesso il retrocesso Bressana.

### Squadre partecipanti
| Club            | Città                   | Stagione precedente                                             |
| --------------- | ----------------------- | --------------------------------------------------------------- |
| Bolzanetese     | GE-Bolzaneto            | 12° in Serie C Lega Nord/A                                      |
| Borgotarese     | Borgo Val di Taro (PR)  | 1° in Prima Divisione Liguria/D, 1º nel girone finale, promosso |
| Bressana        | Bressana Bottarone (PV) | 14° in Serie C Lega Nord/D, retrocesso poi riammesso            |
| Corniglianese   | GE-Cornigliano          | 12° in Serie C Lega Nord/A dopo spareggio                       |
| Derthona        | Tortona (AL)            | 8° in Serie C Lega Nord/D                                       |
| Entella         | Chiavari (GE)           | 2° in Serie C Lega Nord/A                                       |
| Lavagnese       | Lavagna (GE)            | 8° in Serie C Lega Nord/A                                       |
| Pavia           | Pavia                   | 6° in Serie C Lega Nord/D                                       |
| Pontedecimo     | GE-Pontedecimo          | 9° in Serie C Lega Nord/A                                       |
| Quarto          | GE-Quarto dei Mille     | ?° in Prima Divisione Liguria/C, promosso d'ufficio             |
| Rapallo Ruentes | Rapallo (GE)            | 3° in Serie C Lega Nord/A                                       |
| Rivarolese      | GE-Rivarolo             | 3° in Serie C Lega Nord/A                                       |
| Sarzanese       | Sarzana (SP)            | 15° in Serie C Lega Nord/A                                      |
| Sestrese        | GE-Sestri Ponente       | 19° in Serie B/A, retrocesso                                    |
| Sestri Levante  | Sestri Levante (GE)     | 6° in Serie C Lega Nord/A                                       |
| Varazze         | Varazze (SV)            | 14° in Serie C Lega Nord/A                                      |

### Classifica finale
|  | Pos. | Squadra        | Pt | G  | V  | N  | P  | GF | GS | DR  |
|  | ---- | -------------- | -- | -- | -- | -- | -- | -- | -- | --- |
|  | 1.   | Sestri Levante | 42 | 30 | 17 | 8  | 5  | 52 | 25 | +27 |
|  | 2.   | Sestrese       | 42 | 30 | 17 | 8  | 5  | 70 | 36 | +34 |
|  | 3.   | Lavagnese      | 40 | 30 | 15 | 10 | 5  | 40 | 16 | +24 |
|  | 4.   | Pavia          | 38 | 30 | 17 | 4  | 9  | 63 | 32 | +31 |
|  | 5.   | Corniglianese  | 37 | 30 | 16 | 5  | 9  | 55 | 37 | +18 |
|  | 6.   | Pontedecimo    | 34 | 30 | 14 | 6  | 10 | 39 | 27 | +12 |
|  | 7.   | Rivarolese     | 32 | 30 | 14 | 4  | 12 | 39 | 37 | +2  |
|  | 8.   | Borgotarese    | 31 | 30 | 12 | 7  | 11 | 33 | 30 | +3  |
|  | 8.   | Bolzanetese    | 31 | 30 | 12 | 7  | 11 | 46 | 57 | -11 |
|  | 10.  | Varazze        | 30 | 30 | 13 | 4  | 13 | 53 | 46 | +7  |
|  | 10.  | Rapallo        | 30 | 30 | 12 | 6  | 12 | 48 | 42 | +6  |
|  | 12.  | Sarzanese      | 27 | 30 | 11 | 5  | 14 | 34 | 41 | -7  |
|  | 12.  | Entella        | 27 | 30 | 8  | 11 | 11 | 37 | 49 | -12 |
|  | 14.  | Derthona (-1)  | 18 | 30 | 5  | 9  | 16 | 31 | 56 | -25 |
|  | 15.  | Quarto         | 10 | 30 | 3  | 4  | 23 | 29 | 83 | -54 |
|  | 16.  | Bressana       | 10 | 30 | 3  | 4  | 23 | 27 | 82 | -55 |

Legenda:
      Retrocesso in Promozione 1948-1949.
      Retrocesso in Prima Divisione 1948-1949.
Note:
Due punti a vittoria, uno a pareggio, zero a sconfitta.
Pavia fu poi riammesso d'ufficio nella nuova Serie C Nazionale dalla FIGC, nella posizione già offerta al Lecco.
Derthona, inizialmente retrocessa in Prima Divisione, fu poi ammessa in Promozione.

### Risultati

#### Spareggio di promozione alla Lega nazionale
|                | Risultati |          | Luogo e data            |
| -------------- | --------- | -------- | ----------------------- |
| Sestri Levante | 2-1       | Sestrese | Rapallo, 13 giugno 1948 |
|                |           |          |                         |

A seguito dei provvedimenti conseguenti al Caso Napoli, questo spareggio perse effetto.

## Girone C

### Squadre partecipanti
| Club                  | Città                   | Stagione precedente                                                 |
| --------------------- | ----------------------- | ------------------------------------------------------------------- |
| Angerese              | Angera (VA)             | ?° in Prima Divisione Lombardia/S, ?° nel girone finale ?, promosso |
| Aosta                 | Aosta                   | 8° in Serie C Lega Nord/B                                           |
| Asti                  | Asti                    | 1° in Serie C Lega Nord/B, 3º nel girone finale A                   |
| Biellese              | Biella (VC)             | 18° in Serie B/A, retrocesso dopo spareggio                         |
| Borgomanerese         | Borgomanero (NO)        | 7° in Serie C Lega Nord/C                                           |
| Gattinara             | Gattinara (VC)          | 11° in Serie C Lega Nord/C                                          |
| Ivrea                 | Ivrea (TO)              | 5° in Serie C Lega Nord/B                                           |
| Juventus Domo         | Domodossola (NO)        | 10° in Serie C Lega Nord/C                                          |
| Luino                 | Luino (VA)              | 2° in Serie C Lega Nord/C                                           |
| Omegna                | Omegna (NO)             | 7° in Serie C Lega Nord/C                                           |
| Pinerolo              | Pinerolo (TO)           | 10° in Serie C Lega Nord/A                                          |
| Rivarolese            | Rivarolo Canavese (TO)  | 1° in Prima Divisione Piemonte/E, 1º nel girone finale ?, promosso  |
| Sommese               | Somma Lombardo (VA)     | 5° in Serie C Lega Nord/C                                           |
| Stella Alpina Ponzone | Ponzone di Trivero (VC) | 7° in Serie C Lega Nord/B                                           |
| Verbania Sportiva     | Verbania (NO)           | 4° in Serie C Lega Nord/C                                           |
| Volpianese            | Volpiano (TO)           | 3° in Serie C Lega Nord/B                                           |

### Classifica finale
|  | Pos. | Squadra               | Pt | G  | V  | N  | P  | GF | GS | DR  |
|  | ---- | --------------------- | -- | -- | -- | -- | -- | -- | -- | --- |
|  | 1.   | Biellese              | 48 | 30 | 19 | 10 | 1  | 72 | 17 | +55 |
|  | 2.   | Asti                  | 48 | 30 | 21 | 6  | 3  | 78 | 31 | +47 |
|  | 3.   | Omegna                | 43 | 30 | 17 | 9  | 4  | 62 | 26 | +36 |
|  | 4.   | Rivarolese            | 35 | 30 | 14 | 7  | 9  | 54 | 43 | +11 |
|  | 5.   | Verbania Sportiva     | 34 | 30 | 15 | 4  | 11 | 57 | 37 | +20 |
|  | 6.   | Sommese               | 31 | 30 | 10 | 11 | 9  | 46 | 41 | +5  |
|  | 7.   | Stella Alpina Ponzone | 30 | 30 | 13 | 4  | 13 | 48 | 51 | -3  |
|  | 8.   | Pinerolo              | 29 | 30 | 11 | 7  | 12 | 48 | 59 | -11 |
|  | 9.   | Luino (-1)            | 28 | 30 | 11 | 7  | 12 | 52 | 40 | +12 |
|  | 9.   | Angerese              | 28 | 30 | 10 | 8  | 12 | 39 | 49 | -10 |
|  | 11.  | Gattinara             | 26 | 30 | 9  | 8  | 13 | 49 | 57 | -8  |
|  | 12.  | Volpianese            | 24 | 30 | 9  | 6  | 15 | 33 | 46 | -13 |
|  | 13.  | Juventus Domo         | 23 | 30 | 7  | 9  | 14 | 28 | 59 | -31 |
|  | 14.  | Borgomanerese         | 20 | 30 | 8  | 4  | 18 | 35 | 57 | -22 |
|  | 15.  | Aosta (-1)            | 17 | 30 | 7  | 4  | 19 | 23 | 70 | -47 |
|  | 16.  | Ivrea                 | 14 | 30 | 5  | 4  | 21 | 40 | 81 | -41 |

Legenda:
      Retrocesso in Promozione 1948-1949.
      Retrocesso in Prima Divisione 1948-1949.
Note:
Due punti a vittoria, uno a pareggio, zero a sconfitta.
Aosta e Luino furono penalizzati con la sottrazione di 1 punto in classifica per una rinuncia.
Omegna fu poi riammesso d'ufficio nella nuova Serie C Nazionale dalla FIGC.
Volpianese, non iscritta in Promozione, fu ammessa in Prima Divisione.
Borgomanerese e Aosta, inizialmente retrocessi in Prima Divisione, furono poi ammessi in Promozione.

### Risultati

#### Spareggio di promozione alla Lega nazionale
|          | Risultati |      | Luogo e data           |
| -------- | --------- | ---- | ---------------------- |
| Biellese | 1-0       | Asti | Torino, 16 giugno 1948 |
|          |           |      |                        |

A seguito dei provvedimenti conseguenti al Caso Napoli, questo spareggio perse effetto.

## Girone D

### Squadre partecipanti
| Club          | Città                      | Stagione precedente                                                           |
| ------------- | -------------------------- | ----------------------------------------------------------------------------- |
| Abbiategrasso | Abbiategrasso (MI)         | 2° in Serie C Lega Nord/D                                                     |
| Casale        | Casale Monferrato (AL)     | 22° in Serie B/A, retrocesso                                                  |
| Casteggio     | Casteggio (PV)             | 12° in Serie C Lega Nord/D                                                    |
| Codogno       | Codogno (MI)               | 2° in Serie C Lega Nord/F                                                     |
| Corsico       | Corsico (MI)               | ?° in Prima Divisione Lombardia/M, ?° nel girone finale ?, promosso d'ufficio |
| Cuggionese    | Cuggiono (MI)              | ?° in Prima Divisione Lombardia/T, ?° nel girone finale ?, promosso d'ufficio |
| Fidenza       | Fidenza (PR)               | 2° in Serie C Lega Nord/D                                                     |
| Fiorenzuola   | Fiorenzuola d'Arda (PC)    | 10° in Serie C Lega Nord/D                                                    |
| Garlasco      | Garlasco (PV)              | ?° in Prima Divisione Lombardia/A, ?° nel girone finale ?, promosso           |
| Medese        | Mede (PV)                  | 4° in Serie C Lega Nord/D                                                     |
| Mortara       | Mortara (PV)               | 1° in Serie C Lega Nord/D, 2º nel girone finale B                             |
| Olubra        | Castel San Giovanni (PC)   | 10° in Serie C Lega Nord/D                                                    |
| Pirelli       | MI-Bicocca                 | 2° in Serie C Lega Nord/E                                                     |
| Sant'Angelo   | Sant'Angelo Lodigiano (MI) | 7° in Serie C Lega Nord/D                                                     |
| Stradellina   | Stradella (PV)             | 9° in Serie C Lega Nord/D                                                     |
| Trinese       | Trino (VC)                 | 10° in Serie C Lega Nord/B                                                    |

### Classifica finale
|  | Pos. | Squadra       | Pt | G  | V  | N  | P  | GF | GS | DR  |
|  | ---- | ------------- | -- | -- | -- | -- | -- | -- | -- | --- |
|  | 1.   | Casale        | 49 | 30 | 24 | 1  | 5  | 89 | 23 | +66 |
|  | 2.   | Mortara       | 46 | 30 | 20 | 6  | 4  | 65 | 27 | +38 |
|  | 3.   | Codogno       | 42 | 30 | 17 | 8  | 5  | 64 | 36 | +28 |
|  | 4.   | Garlasco      | 33 | 30 | 14 | 5  | 11 | 52 | 39 | +13 |
|  | 5.   | Corsico       | 32 | 30 | 12 | 8  | 10 | 59 | 42 | +17 |
|  | 5.   | Trinese       | 32 | 30 | 13 | 6  | 11 | 47 | 48 | -1  |
|  | 7.   | Fidenza       | 31 | 30 | 13 | 5  | 12 | 63 | 48 | +15 |
|  | 8.   | Stradellina   | 30 | 30 | 11 | 8  | 11 | 50 | 49 | +1  |
|  | 9.   | Cuggionese    | 29 | 30 | 9  | 11 | 10 | 39 | 45 | -6  |
|  | 10.  | Medese        | 26 | 30 | 11 | 4  | 15 | 58 | 78 | -20 |
|  | 10.  | Sant'Angelo   | 26 | 30 | 11 | 4  | 15 | 38 | 66 | -28 |
|  | 12.  | Abbiategrasso | 24 | 30 | 10 | 4  | 16 | 40 | 54 | -14 |
|  | 13.  | Casteggio     | 22 | 30 | 8  | 6  | 16 | 31 | 52 | -21 |
|  | 14.  | Olubra        | 22 | 30 | 8  | 6  | 16 | 45 | 71 | -26 |
|  | 15.  | Pirelli       | 20 | 30 | 7  | 6  | 17 | 39 | 61 | -22 |
|  | 16.  | Fiorenzuola   | 16 | 30 | 7  | 2  | 21 | 32 | 72 | -40 |

Legenda:
      Retrocesso in Promozione 1948-1949.
      Retrocesso in Prima Divisione 1948-1949.
Note:
Due punti a vittoria, uno a pareggio, zero a sconfitta.
Casteggio non retrocesso in Prima Divisione regionale, per aver vinto lo spareggio con l'ex aequo Olubra.
Medese, non iscritta in Promozione, fu ammessa in Prima Divisione.
Olubra, inizialmente retrocesso in Prima Divisione, fu poi ammesso in Promozione.

### Risultati

#### Spareggio di Lega
|           | Risultati |        | Luogo e data          |
| --------- | --------- | ------ | --------------------- |
| Casteggio | 3-1       | Olubra | Pavia, 1º agosto 1948 |
|           |           |        |                       |

## Girone E

### Aggiornamenti
- La Gerli di Cusano Milanino, in difficoltà economiche ha preferito iscriversi in Prima Divisione lombarda; al suo posto è stato riammesso il retrocesso Esperia-Fino.
- Anche il retrocesso Cantù è stato riammesso in terza serie.

### Squadre partecipanti
| Club              | Città                | Stagione precedente                                                                         |
| ----------------- | -------------------- | ------------------------------------------------------------------------------------------- |
| Biumense          | VA-Biumo Inferiore   | 12° in Serie C Lega Nord/C                                                                  |
| Cantù             | Cantù (CO)           | 14° in Serie C Lega Nord/E, retrocesso e poi riammesso                                      |
| Caratese          | Carate Brianza (MI)  | 5° in Serie C Lega Nord/E                                                                   |
| Esperia           | Fino Mornasco (CO)   | 13° in Serie C Lega Nord/E, retrocesso e poi riammesso                                      |
| Lecco             | Lecco (CO)           | 20° in Serie B/A, retrocesso                                                                |
| Mariano Comense   | Mariano Comense (CO) | 5° in Serie C Lega Nord/E                                                                   |
| Meda              | Meda (MI)            | 5° in Serie C Lega Nord/E                                                                   |
| Olginatese        | Olginate (CO)        | ?° in Prima Divisione Lombardia/Z, 4º nel girone finale D, promosso per allargamento quadri |
| Parabiago         | Parabiago (MI)       | 2° in Serie C Lega Nord/C                                                                   |
| Pro Lissone       | Lissone (MI)         | 2° in Serie C Lega Nord/E                                                                   |
| Rhodense          | Rho (MI)             | 9° in Serie C Lega Nord/C                                                                   |
| Saronno           | Saronno (VA)         | 6° in Serie C Lega Nord/C                                                                   |
| Sondrio           | Sondrio              | 4° in Serie C Lega Nord/E                                                                   |
| Tiranese          | Tirano (SO)          | 8° in Serie C Lega Nord/E                                                                   |
| Vis Casatese      | Casatenovo (CO)      | 1° in Prima Divisione Lombardia/V, ?° nel girone finale ?, promosso                         |
| Vis Nova Giussano | Giussano (MI)        | 11° in Serie C Lega Nord/E                                                                  |

### Classifica finale
|  | Pos. | Squadra           | Pt | G  | V  | N  | P  | GF | GS | DR  |
|  | ---- | ----------------- | -- | -- | -- | -- | -- | -- | -- | --- |
|  | 1.   | Parabiago         | 47 | 30 | 20 | 7  | 3  | 60 | 13 | +47 |
|  | 2.   | Pro Lissone       | 44 | 30 | 17 | 10 | 3  | 60 | 21 | +39 |
|  | 3.   | Vis Nova Giussano | 41 | 30 | 16 | 9  | 5  | 60 | 31 | +29 |
|  | 4.   | Lecco             | 37 | 30 | 14 | 9  | 7  | 44 | 28 | +16 |
|  | 5.   | Biumense          | 34 | 30 | 13 | 8  | 9  | 49 | 29 | +20 |
|  | 6.   | Saronno           | 33 | 30 | 14 | 5  | 11 | 45 | 44 | +1  |
|  | 7.   | Meda              | 32 | 30 | 12 | 8  | 10 | 43 | 27 | +16 |
|  | 8.   | Cantù             | 31 | 30 | 11 | 9  | 10 | 39 | 39 | 0   |
|  | 9.   | Mariano Comense   | 30 | 30 | 9  | 12 | 9  | 43 | 38 | +5  |
|  | 10.  | Tiranese          | 27 | 30 | 9  | 9  | 12 | 36 | 49 | -13 |
|  | 11.  | Olginatese        | 25 | 30 | 10 | 5  | 15 | 29 | 38 | -9  |
|  | 11.  | Rhodense          | 25 | 30 | 8  | 9  | 13 | 38 | 43 | -5  |
|  | 13.  | Caratese          | 23 | 30 | 7  | 9  | 14 | 30 | 62 | -32 |
|  | 14.  | Esperia           | 21 | 30 | 7  | 7  | 16 | 36 | 80 | -44 |
|  | 15.  | Vis Casatese      | 17 | 30 | 6  | 5  | 19 | 32 | 64 | -32 |
|  | 16.  | Sondrio           | 13 | 30 | 2  | 9  | 19 | 28 | 70 | -42 |

Legenda:
      Retrocesso in Promozione 1948-1949.
      Retrocesso in Prima Divisione 1948-1949.
Note:
Due punti a vittoria, uno a pareggio, zero a sconfitta.
Esperia non iscritta al campionato successivo.
Sondrio, inizialmente retrocesso in Prima Divisione, fu poi ammesso in Promozione.

## Girone F

### Aggiornamenti
- L'Associazione Sportiva Falco di Albino è rimasta inattiva (rimarrà in questo stato fino al 1949, perdendo di conseguenza il titolo sportivo); al suo posto è stata riammessa la retrocessa Unione Sportiva Ardens, che ha garantito il pagamento del deposito cauzionale e le tasse gara.

### Squadre partecipanti
| Club            | Città                     | Stagione precedente                                                 |
| --------------- | ------------------------- | ------------------------------------------------------------------- |
| Ardens          | Bergamo                   | 13° in Serie C Lega Nord/F, retrocesso e poi riammesso              |
| Bagnolese       | Bagnolo Mella (BS)        | 7° in Serie C Lega Nord/F                                           |
| Cassano         | Cassano d'Adda (MI)       | 12° in Serie C Lega Nord/F                                          |
| Chiari          | Chiari (BS)               | 5° in Serie C Lega Nord/F                                           |
| Cologno Monzese | Cologno Monzese (MI)      | ?° in Prima Divisione Lombardia/F, ?° nel girone finale ?, promosso |
| Falck           | Sesto San Giovanni (MI)   | 10° in Serie C Lega Nord/E                                          |
| Melzo           | Melzo (MI)                | 8° in Serie C Lega Nord/F                                           |
| Monza           | Monza (MI)                | 1° in Serie C Lega Nord/E, 3º nel girone finale B                   |
| Orceana         | Orzinuovi (BS)            | 10° in Serie C Lega Nord/F                                          |
| Pro Palazzolo   | Palazzolo sull'Oglio (BS) | 3° in Serie C Lega Nord/F                                           |
| Pro Romano      | Romano di Lombardia (BG)  | 6° in Serie C Lega Nord/F                                           |
| ROL Milano      | MI-Crescenzago            | ?° in Prima Divisione Lombardia/Q, ?° nel girone finale ?, promosso |
| Sebinia Lovere  | Lovere (BG)               | 1° in Prima Divisione Lombardia/D, ?° nel girone finale ?, promosso |
| Soresinese      | Soresina (CR)             | 11° in Serie C Lega Nord/F                                          |
| Trevigliese     | Treviglio (BG)            | 4° in Serie C Lega Nord/F                                           |
| Vimercatese     | Vimercate (MI)            | 8° in Serie C Lega Nord/E                                           |

### Classifica finale
|  | Pos. | Squadra         | Pt | G  | V  | N  | P  | GF | GS | DR  |
|  | ---- | --------------- | -- | -- | -- | -- | -- | -- | -- | --- |
|  | 1.   | Pro Palazzolo   | 47 | 30 | 20 | 7  | 3  | 77 | 20 | +57 |
|  | 2.   | Monza           | 42 | 30 | 17 | 8  | 5  | 62 | 32 | +30 |
|  | 3.   | Vimercatese     | 37 | 30 | 15 | 7  | 8  | 53 | 24 | +29 |
|  | 3.   | Chiari          | 37 | 30 | 14 | 9  | 7  | 52 | 41 | +11 |
|  | 5.   | Bagnolese       | 36 | 30 | 14 | 8  | 8  | 45 | 32 | +13 |
|  | 6.   | Trevigliese     | 34 | 30 | 12 | 10 | 8  | 51 | 43 | +8  |
|  | 7.   | Soresinese      | 30 | 30 | 13 | 4  | 13 | 46 | 38 | +8  |
|  | 7.   | Sebinia Lovere  | 30 | 30 | 12 | 6  | 12 | 45 | 48 | -3  |
|  | 9.   | Melzo           | 28 | 30 | 10 | 8  | 12 | 45 | 40 | +5  |
|  | 9.   | ROL Milano      | 28 | 30 | 13 | 2  | 15 | 45 | 43 | +2  |
|  | 9.   | Falck           | 28 | 30 | 11 | 6  | 13 | 42 | 46 | -4  |
|  | 12.  | Cologno Monzese | 24 | 30 | 9  | 6  | 15 | 35 | 50 | -15 |
|  | 12.  | Ardens          | 24 | 30 | 10 | 4  | 16 | 36 | 57 | -21 |
|  | 14.  | Pro Romano      | 23 | 30 | 10 | 3  | 17 | 30 | 61 | -31 |
|  | 15.  | Orceana         | 21 | 30 | 7  | 7  | 16 | 45 | 60 | -15 |
|  | 16.  | Cassano (-1)    | 10 | 30 | 2  | 7  | 21 | 26 | 92 | -66 |

Legenda:
      Retrocesso in Promozione 1948-1949.
      Retrocesso in Prima Divisione 1948-1949.
Note:
Due punti a vittoria, uno a pareggio, zero a sconfitta.
ROL Milano e Cologno Monzese, non iscritte in Promozione, furono ammesse in Prima Divisione.
Cassano penalizzato con la sottrazione di 1 punto in classifica per una rinuncia.

## Girone G

### Aggiornamenti
- Il Malo è stato riammesso in Serie C per allargamento quadri.

### Squadre partecipanti
| Club                 | Città                      | Stagione precedente                                    |
| -------------------- | -------------------------- | ------------------------------------------------------ |
| Audace SME           | VR-San Michele Extra       | 8° in Serie C Lega Nord/G                              |
| Badia Polesine       | Badia Polesine (RO)        | 11° in Serie C Lega Nord/G                             |
| Cologna Veneta       | Cologna Veneta (VR)        | 6 in Serie C Lega Nord/G                               |
| Lanerossi Schio      | Schio (VI)                 | 7° in Serie C Lega Nord/G                              |
| Legnago              | Legnago (VR)               | 9° in Serie C Lega Nord/G                              |
| Malo                 | Malo (VI)                  | 17° in Serie C Lega Nord/G, retrocesso e poi riammesso |
| Marzotto Valdagno    | Valdagno (VI)              | 3° in Serie C Lega Nord/G                              |
| Merano               | Merano (BZ)                | 3° in Serie C Lega Nord/G                              |
| Montagnana           | Montagnana (PD)            | 13° in Serie C Lega Nord/G                             |
| Pellizzari Arzignano | Arzignano (VI)             | 9° in Serie C Lega Nord/G                              |
| Rovigo               | Rovigo                     | 6° in Serie C Lega Nord/H                              |
| Rovereto             | Rovereto (TN)              | 14° in Serie C Lega Nord/G                             |
| Sambonifacese        | San Bonifacio (VR)         | 2° in Serie C Lega Nord/G                              |
| Thiene               | Thiene (VI)                | 11° in Serie C Lega Nord/G                             |
| Trento               | Trento                     | 15° in Serie C Lega Nord/G                             |
| Villafranca          | Villafranca di Verona (VR) | 3° in Serie C Lega Nord/G                              |

### Classifica finale
|  | Pos. | Squadra              | Pt | G  | V  | N | P  | GF | GS | DR  |
|  | ---- | -------------------- | -- | -- | -- | - | -- | -- | -- | --- |
|  | 1.   | Rovigo               | 45 | 30 | 19 | 7 | 4  | 51 | 20 | +31 |
|  | 2.   | Marzotto Valdagno    | 44 | 30 | 20 | 4 | 6  | 80 | 33 | +47 |
|  | 3.   | Pellizzari Arzignano | 41 | 30 | 18 | 5 | 7  | 65 | 33 | +32 |
|  | 4.   | Badia Polesine       | 36 | 30 | 14 | 8 | 8  | 63 | 43 | +20 |
|  | 5.   | Audace SME           | 35 | 30 | 15 | 5 | 10 | 38 | 34 | +4  |
|  | 6.   | Rovereto             | 33 | 30 | 12 | 9 | 9  | 50 | 36 | +14 |
|  | 7.   | Lanerossi Schio      | 32 | 30 | 13 | 6 | 11 | 56 | 57 | -1  |
|  | 8.   | Legnago              | 31 | 30 | 12 | 7 | 11 | 48 | 41 | +7  |
|  | 9.   | Thiene               | 30 | 30 | 11 | 8 | 11 | 44 | 35 | +9  |
|  | 10.  | Trento               | 27 | 30 | 11 | 5 | 14 | 37 | 49 | -12 |
|  | 11.  | Merano               | 24 | 30 | 9  | 6 | 15 | 34 | 42 | -8  |
|  | 12.  | Villafranca          | 21 | 30 | 6  | 9 | 15 | 30 | 55 | -25 |
|  | 13.  | Montagnana           | 20 | 30 | 7  | 6 | 17 | 30 | 80 | -50 |
|  | 14.  | Sambonifacese        | 20 | 30 | 7  | 6 | 17 | 36 | 67 | -31 |
|  | 15.  | Malo                 | 13 | 30 | 4  | 5 | 21 | 30 | 66 | -36 |
|  | 16.  | Cologna Veneta       | 28 | 30 | 10 | 8 | 12 | 40 | 44 | -4  |

Legenda:
      Retrocesso in Promozione 1948-1949.
      Retrocesso in Prima Divisione 1948-1949.
Note:
Due punti a vittoria, uno a pareggio, zero a sconfitta.
Cologna declassato all'ultimo posto in classifica a causa degli incidenti accaduti durante la gara Cologna-Marzotto.
Sambonifacese retrocessa nella Lega regionale dopo aver perso lo spareggio contro l'ex aequo Montagnana.
Villafranca, non iscritto in Promozione, fu ammesso in Prima Divisione.

### Risultati

#### Spareggio di Lega
Note
|               | Risultati |            | Luogo e data           |
| ------------- | --------- | ---------- | ---------------------- |
| Sambonifacese | 2-3       | Montagnana | Padova, 1º agosto 1948 |
|               |           |            |                        |

## Girone H

### Aggiornamenti
- L'Unione Sportiva Feltrese è stata riammessa in Serie C per allargamento quadri.

### Squadre partecipanti
| Club              | Città                      | Stagione precedente                                              |
| ----------------- | -------------------------- | ---------------------------------------------------------------- |
| Bassano           | Bassano del Grappa (VI)    | 7° in Serie C Lega Nord/H                                        |
| Belluno           | Belluno                    | 9° in Serie C Lega Nord/H                                        |
| Conegliano        | Conegliano (TV)            | 9° in Serie C Lega Nord/H                                        |
| Dolo              | Dolo (VE)                  | 8° in Serie C Lega Nord/H                                        |
| Feltrese          | Feltre (BL)                | 14° in Serie C Lega Nord/H, retrocesso e poi riammesso           |
| Giorgione         | Castelfranco Veneto (TV)   | 3° in Serie C Lega Nord/H                                        |
| Luparense         | San Martino di Lupari (PD) | 1° in Prima Divisione Veneto/E, ?° nel girone finale ?, promosso |
| Mestrina          | VE-Mestre                  | 18° in Serie B/B, retrocesso                                     |
| Miranese          | Mirano (VE)                | 1° in Prima Divisione Veneto/C, ?° nel girone finale ?, promosso |
| Montebelluna      | Montebelluna (TV)          | 1° in Serie C Lega Nord/H, 2º nel girone finale C                |
| Pordenone         | Pordenone (UD)             | 9° in Serie C Lega Nord/H                                        |
| Portogruaro       | Portogruaro (VE)           | 9° in Serie C Lega Nord/H                                        |
| Pro Mogliano      | Mogliano Veneto (TV)       | 2° in Serie C Lega Nord/H                                        |
| Sandonà 1922      | San Donà di Piave (VE)     | 5° in Serie C Lega Nord/H                                        |
| San Marco Venezia | Venezia                    | 13° in Serie C Lega Nord/H                                       |
| Vittorio Veneto   | Vittorio Veneto (TV)       | 4° in Serie C Lega Nord/H                                        |

### Classifica finale
|  | Pos. | Squadra           | Pt | G  | V  | N  | P  | GF | GS | DR  |
|  | ---- | ----------------- | -- | -- | -- | -- | -- | -- | -- | --- |
|  | 1.   | Mestrina          | 49 | 30 | 22 | 5  | 3  | 76 | 26 | +50 |
|  | 2.   | Montebelluna      | 40 | 30 | 16 | 8  | 6  | 50 | 32 | +18 |
|  | 3.   | Vittorio Veneto   | 37 | 30 | 13 | 11 | 6  | 38 | 25 | +13 |
|  | 4.   | Sandonà 1922      | 36 | 30 | 16 | 4  | 10 | 67 | 42 | +25 |
|  | 5.   | Belluno           | 34 | 30 | 12 | 10 | 8  | 45 | 33 | +12 |
|  | 5.   | Bassano           | 34 | 30 | 11 | 12 | 7  | 36 | 27 | +9  |
|  | 5.   | Dolo              | 34 | 30 | 14 | 6  | 10 | 61 | 49 | +12 |
|  | 8.   | Portogruarese     | 32 | 30 | 11 | 10 | 9  | 41 | 25 | +16 |
|  | 9.   | Giorgione         | 31 | 30 | 14 | 3  | 13 | 52 | 44 | +8  |
|  | 10.  | Miranese          | 29 | 30 | 12 | 5  | 13 | 53 | 44 | +9  |
|  | 10.  | Luparense         | 29 | 30 | 10 | 9  | 11 | 46 | 45 | +1  |
|  | 12.  | San Marco Venezia | 27 | 30 | 11 | 5  | 14 | 45 | 54 | -9  |
|  | 13.  | Conegliano        | 26 | 30 | 11 | 4  | 15 | 43 | 55 | -12 |
|  | 14.  | Pro Mogliano      | 19 | 30 | 6  | 7  | 17 | 35 | 57 | -22 |
|  | 15.  | Pordenone         | 17 | 30 | 5  | 7  | 18 | 31 | 90 | -59 |
|  | 16.  | Feltrese          | 6  | 30 | 1  | 4  | 15 | 18 | 91 | -73 |

Legenda:
      Retrocesso in Promozione 1948-1949.
      Retrocesso in Prima Divisione 1948-1949.
Note:
Due punti a vittoria, uno a pareggio, zero a sconfitta.

## Girone I

### Squadre partecipanti
| Club                 | Città                        | Stagione precedente                                                           |
| -------------------- | ---------------------------- | ----------------------------------------------------------------------------- |
| Cividalese           | Cividale del Friuli (UD)     | 9° in Serie C Lega Nord/I                                                     |
| Cormonese            | Cormons (GO)                 | 9° in Serie C Lega Nord/I                                                     |
| Edera Trieste        | Trieste                      | 1° in Serie C Lega Nord/I, 3º nel girone finale C                             |
| Fiumicello           | Fiumicello (UD)              | 1° in Prima Divisione Friuli-Venezia Giulia/D, 3º nel girone finale, promosso |
| Itala Gradisca       | Gradisca d'Isonzo (GO)       | 8° in Serie C Lega Nord/I                                                     |
| Libertas Trieste     | Trieste                      | 4° in Serie C Lega Nord/I                                                     |
| Monfalcone           | Monfalcone (GO)              | 6° in Serie C Lega Nord/I                                                     |
| Palmanova            | Palmanova (UD)               | 3° in Serie C Lega Nord/I                                                     |
| Ponziana             | Trieste                      | 15° in Serie C Lega Nord/I, retrocesso e poi riammesso                        |
| Pro Cervignano       | Cervignano del Friuli (UD)   | 2° in Serie C Lega Nord/I                                                     |
| Ronchi               | Ronchi dei Legionari (GO)    | 12° in Serie C Lega Nord/I                                                    |
| SAICI Torviscosa     | Torviscosa (UD)              | 4° in Serie C Lega Nord/I                                                     |
| Sangiorgina          | San Giorgio di Nogaro (UD)   | 6° in Serie C Lega Nord/I                                                     |
| San Giovanni Trieste | Trieste                      | 1° in Prima Divisione Friuli-Venezia Giulia/F, 2º nel girone finale, promosso |
| Sant'Anna Trieste    | Trieste                      | 11° in Serie C Lega Nord/I                                                    |
| Sanvitese            | San Vito al Tagliamento (UD) | 1° in Prima Divisione Friuli-Venezia Giulia/A, 1º nel girone finale, promosso |

### Classifica finale
|  | Pos. | Squadra              | Pt | G  | V  | N  | P  | GF | GS | DR  |
|  | ---- | -------------------- | -- | -- | -- | -- | -- | -- | -- | --- |
|  | 1.   | Edera Trieste        | 48 | 30 | 22 | 4  | 4  | 83 | 24 | +59 |
|  | 2.   | Libertas Trieste     | 45 | 30 | 20 | 5  | 5  | 39 | 17 | +22 |
|  | 3.   | Ponziana             | 37 | 30 | 14 | 9  | 7  | 56 | 44 | +12 |
|  | 4.   | Sangiorgina          | 33 | 30 | 13 | 7  | 10 | 51 | 41 | +10 |
|  | 5.   | Cormonese            | 32 | 30 | 13 | 6  | 11 | 53 | 43 | +10 |
|  | 5.   | Monfalconese         | 32 | 30 | 11 | 10 | 9  | 35 | 30 | +5  |
|  | 7.   | SAICI Torviscosa     | 30 | 30 | 12 | 6  | 12 | 64 | 43 | +21 |
|  | 8.   | Palmanova            | 29 | 30 | 11 | 7  | 12 | 41 | 43 | -2  |
|  | 8.   | Sant'Anna Trieste    | 29 | 30 | 10 | 9  | 11 | 28 | 44 | -16 |
|  | 10.  | Sanvitese            | 28 | 30 | 11 | 6  | 13 | 40 | 52 | -12 |
|  | 10.  | Cividalese           | 28 | 30 | 11 | 6  | 13 | 37 | 52 | -15 |
|  | 12.  | Pro Cervignano       | 27 | 30 | 10 | 7  | 13 | 42 | 39 | +3  |
|  | 13.  | San Giovanni Trieste | 26 | 30 | 9  | 8  | 13 | 44 | 48 | -4  |
|  | 14.  | Itala Gradisca       | 21 | 30 | 8  | 5  | 17 | 44 | 59 | -15 |
|  | 14.  | Fiumicello           | 21 | 30 | 6  | 9  | 15 | 34 | 63 | -29 |
|  | 16.  | Ronchi               | 14 | 30 | 5  | 4  | 21 | 29 | 70 | -41 |

Legenda:
      Retrocesso in Promozione 1948-1949.
      Retrocesso in Prima Divisione 1948-1949.
Note:
Due punti a vittoria, uno a pareggio, zero a sconfitta.

### Giornali sportivi
- La Gazzetta dello Sport, stagione 1947-1948, consultabile presso le Biblioteche:
  - Biblioteca Civica di Torino;
  - Biblioteca Nazionale Braidense di Milano;
  - Biblioteca Nazionale Centrale di Firenze;
  - Biblioteca Nazionale Centrale di Roma;
  - Biblioteca Civica Berio di Genova;
- e presso Emeroteca del C.O.N.I. di Roma (non è online ma è da consultare in sede) che conserva anche i giornali:
- Corriere dello Sport di Roma;
- Lo Stadio di Bologna;
- Tuttosport di Torino;
- Lo Stadio di Milano conservato presso
  - Biblioteca Nazionale Braidense di Milano (microfilmato);
  - Biblioteca Nazionale Centrale di Firenze (giornali non rilegati).

### Libri
- Almanacco illustrato del Calcio 1949, Milano, Rizzoli, 1948.